# Ермалавичюс, Юозас Юозович
Юозас Юозович Ермалавичюс (лит. Juozas Jermalavičius; 4 февраля 1940, Вергакемис, Варенский район, Литва  — 15 декабря 2022, Москва) — советский и литовский политический деятель. Доктор исторических наук, профессор. В 1990—1991 годах один из лидеров КПЛ на платформе КПСС, затем отбывал тюремное заключение за свою роль в январских событиях 1991 г. Автор статей и книг общественно-политического, исторического, футурологического характера.

## Биография
Юозас Ермалавичюс родился 4 февраля 1940 года в крестьянской семье в юго-восточной Литве, в Варенском районе.
Окончил историко-филологический факультет Вильнюсского университета в 1964 году, был распределён в районную газету в Юрбаркас, где работал по 1968 год. Член КПСС с ноября 1962 года вплоть до запрета партии литовскими властями в августе 1991 года. Был направлен на учёбу в Ленинградскую высшую партийную школу, которую окончил с отличием в 1970 году. С августа 1970 г. по февраль 1990 г. занимался научно-исследовательской работой в системе Института марксизма-ленинизма при ЦК КПСС, опубликовал около 150 научных работ по вопросам обществоведения. В 1971 году защитил кандидатскую диссертацию по теме: «Борьба Коммунистической партии Литвы против политической реакции церкви в республике в период строительства социализма (1945—1952 гг.)».
Затем работал в Институте истории партии при ЦК Компартии Литвы, где занимался вопросами политики коммунистической партии в отношении религии и церкви. Докторская диссертация на тему «Атеистическая работа в Советской Литве» («Ateistinis darbas Tarybų Lietuvoje»).
С февраля 1990 г. переведён на партийную работу, возглавил Идеологический отдел ЦК Компартии Литвы.

### КПЛ (КПСС)
Во время вильнюсских событий января 1991 года работал секретарём по идеологии (заведующий идеологическим отделом) ЦК Компартии Литвы на платформе КПСС. Активно выступал против действий сторонников независимости Литвы от СССР. В ряде пресс-конференций, сделанных в тот период, озвучивал заявления «Комитета национального спасения Литвы». Именно он объявил о создании «Комитета» на пресс-конференции в здании ЦК КПЛ вечером 11 января, заявив также, что Комитет берёт на себя всю полноту власти в республике.
13 января прокуратура Литвы возбудила уголовное дело по ст. 88, ч. 2 УК Литовской ССР (попытка совершения государственного переворота), одним из обвиняемых по которому был Ермалавичюс. Однако арестован он не был, так как после провала выступления ГКЧП при содействии корреспондента ТАСС Серафима Быхуна бежал в Белоруссию, укрывался в Чернобыльской зоне.
15 января 1994 года Ермалавичюс был арестован в Минске и выдан спецслужбам Литвы (вместе с первым секретарем ЦК КПЛ М. Бурокявичусом).
В Литве стал одним из фигурантов процесса по делу «О государственном перевороте 13 января 1991 года». Процесс в Вильнюсском окружном суде, подсудимым на котором вменялась попытка насильственного изменения государственного строя Литвы и содействие вводу в Вильнюс советских войск, повлекшему человеческие жертвы, начался в ноябре 1996 г. и завершился в августе 1999 г.
Ермалавичюса обвиняли по статьям 67 (вредительство), 68 (публичный призыв к насильственному свержению власти и нарушению территориальной целостности государства), 70 (создание антигосударственных организаций и активная деятельность в них), 105 (преднамеренное убийство), 111 (умышленное причинение тяжких телесных повреждений) уголовного кодекса Литовской Республики 1961 г. с изменениями 1990 г. 23 августа 1999 года был зачитан приговор. Ермалавичус был оправдан по статье 67 за отсутствием состава преступления, оправдан по статьям 105 и 111 за недоказанностью участия в преступлениях. В итоге он был осуждён по статьям 70 и 68 часть 3 (публичные призывы насильственно нарушить суверенитет Литовской Республики, исполняя задание другого государства) и приговорен к 8 годам лишения свободы. Впоследствии (2008) Европейский суд по правам человека в решении по жалобе М. Бурокявичуса, Ю. Куолялиса и Л. Бартошевичюса подтвердил правомерность вынесенного по этому делу приговора, отвергнув претензии обвиняемых, что они были осуждены за свои убеждения (суд указал, что коммунистические группы, не занимавшиеся антигосударственной деятельностью, в Литве свободно действовали), а также что их действия якобы соответствовали существовавшему на тот момент законодательству (суд отметил, что они противоречили законам, принятым к тому времени властями Литвы, и подсудимые «были осуждены за преступления, которые были достаточно ясными и предсказуемыми в соответствии с законодательством восстановленной Литовской Республики»).
В 2002 году вышел на свободу и переехал в Россию.
В изданном в 2011 году труде Ермалавичюса «Глобальный кризис и пути выхода из него» присутствуют ссылки только на трёх авторов — К. Маркса, Ф. Энгельса и В. И. Ленина. По мнению Ермалавичюса, с начала XX века происходит непрекращающийся общий кризис капитализма, выход из которого автор видит в переустройстве всего мира на социалистических началах:
Новейший накал общего кризиса капиталистического жизнеустройства народов отличается в особенности тем, что в условиях мировой научно-технической революции капиталистический способ общественного производства полностью исчерпал свои конструктивные возможности и вступил в историческую полосу неизбежного прекращения своего существования. Он оказался неспособным к овладению в должной мере производительными достижениями научно-технической революции. Поэтому саморазрушение капитализма стало более ускоренным и масштабным, глубоким и необратимым. Вслед за этим закономерно пошли деградация и распад всех областей жизни буржуазного общества.
С сентября 2002 г. по август 2012 г. работал профессором кафедры политологии и социальной политики в РГСУ, являлся заместителем Председателя Совета Союза коммунистических партий — КПСС. Член КПРФ, член ЦК КПРФ.
Скончался 15 декабря 2022 года на 83-м году жизни в Москве.

## Труды
- Структура документа Адольфа Юшкявичюса «Легенды истины» (в соавторстве с Витаутасом Куткевичусом, Вильнюс, 1976, лит. яз.)
- Коллективизация крестьянского хозяйства в СССР (1977, соавтор, Вильнюс, лит.яз.)
- Атеистическое воспитание в Советской Литве. Вильнюс, 1977 (лит.яз.)
- Построение социализма в советских прибалтийских республиках (1982, Вильнюс. лит. яз., присуждена Государственная премия Латвийской ССР);
- Национальные отношения в СССР: критика фальсификаций (Вильнюс, 1984, лит.яз.).
- Идеологическая работа: теория и практика (Вильнюс, 1985, лит.яз.)
- Атеизм и религия в Литве (Вильнюс, 1985, лит. яз.).
- Очерки истории КПЛ (Вильнюс, 1985, лит. яз., соавтор.)
- По пути Великого Октября [Пер. с литов.] Вильнюс: О-во «Знание» ЛитССР, 1986
- Социалистическая идеология в Литве. Вильнюс: Минтис, 1988
- Борьба Коммунистической партии Литвы с национализмом / [соавтор] Вильнюс: Минтис, 1987, переизд. 1988
- Возрастание социальной активности трудящихся в условиях перестройки. Вильнюс: О-во «Знание» ЛитССР, 1988
- Революционное обновление человечества: Суждения, оценки, прогнозы М., 2004
- Грядущие социальные революции XXI века: научный прогноз. М., 2007
- Будущее человечества: научный анализ и прогноз М., 2009
- Заглядывая в будущее: футурологические суждения. М., 2001
- Будущее человечества. М., 2010
- Глобальный кризис и пути выхода из него. М., 2011. web.archive.org. Дата обращения: 12 января 2019.